# Поллок (Південна Дакота)
Поллок (англ. Pollock) — місто (англ. town) в США, в окрузі Кемпбелл штату Південна Дакота. Населення — 224 особи (2020).

## Географія
Поллок розташований за координатами 45°54′2″ пн. ш. 100°17′19″ зх. д. / 45.90056° пн. ш. 100.28861° зх. д. (45.900515, -100.288525).  За даними Бюро перепису населення США в 2010 році місто мало площу 0,83 км², уся площа — суходіл.

## Демографія
Згідно з переписом 2010 року, у місті мешкала 241 особа в 136 домогосподарствах у складі 62 родин. Густота населення становила 289 осіб/км².  Було 203 помешкання (244/км²).
Расовий склад населення:
| - 97,9 % — білих - 0,4 % — корінних американців - 1,2 % — осіб інших рас |

До двох чи більше рас належало 0,4 %. Частка іспаномовних становила 1,7 % від усіх жителів.
За віковим діапазоном населення розподілялося таким чином: 14,9 % — особи молодші 18 років, 52,3 % — особи у віці 18—64 років, 32,8 % — особи у віці 65 років та старші. Медіана віку мешканця становила 52,9 року. На 100 осіб жіночої статі у місті припадало 95,9 чоловіків;  на 100 жінок у віці від 18 років та старших — 101,0 чоловіків також старших 18 років.
Середній дохід на одне домашнє господарство  становив 35 910 доларів США (медіана — 30 288), а середній дохід на одну сім'ю — 53 903 долари (медіана — 46 250). Медіана доходів становила 36 000 доларів для чоловіків та 32 083 долари для жінок. За межею бідності перебувало 9,7 % осіб, у тому числі 12,5 % дітей у віці до 18 років та 8,1 % осіб у віці 65 років та старших.
Цивільне працевлаштоване населення становило 62 особи. Основні галузі зайнятості: транспорт — 17,7 %, освіта, охорона здоров'я та соціальна допомога — 17,7 %, сільське господарство, лісництво, риболовля — 11,3 %, оптова торгівля — 9,7 %.